# Mokuš
Mokuš je slovenski fantazijo-dramski film iz leta 2000 v režiji in po scenariju Andreja Mlakarja, posnet po romanu Ki jo je megla prinesla Ferija Lainščka. Film je zaradi spora med režiserjem in studiem prišel v kinematografe šele leta 2006. Duhovnik Jon Urski prekrši cerkveni red, zaradi česar ga premestijo v samotno faro sredi močvirja Mokuš, kjer poskuša obnoviti porušeno cerkev.  

## Igralci
- Dario Varga kot Jon Urski
- Ludvik Bagari kot slepec
- Denis Kramberger kot Pisti
- Vlado Novak
- Mario Šelih kot duhovnik
- Jernej Šugman
- Nataša Tič Ralijan kot vaščanka
- Borut Veselko